# Yoel Finol
Yoel Segundo Finol Rivas (* 21. September 1996 in El Vigía, Mérida) ist ein venezolanischer Boxer im Fliegengewicht (-52 kg).

## Amateurkarriere
Der 1,68 m große Rechtsausleger begann 2006 mit dem Boxen und nahm an den Jugend-Weltmeisterschaften 2014 in Bulgarien teil, wo er das Viertelfinale erreichen konnte.
Im Juli 2015 gewann er eine Bronzemedaille bei den Amerikanischen Spielen in Kanada, als er im Halbfinale gegen den späteren Weltmeister Joahnys Argilagos ausgeschieden war. Im Viertelfinale hatte er Yuberjen Martínez besiegt. Noch erfolgreicher verliefen im August die Amerikanischen Meisterschaften in Venezuela, als er mit siegreichen Duellen gegen Anthony Joseph, den späteren Olympiateilnehmer Fernando Martínez, sowie die WM-Medaillengewinner David Jiménez und Yosvany Veitía, die Goldmedaille gewann. Er startete anschließend im Oktober 2015 bei den Weltmeisterschaften in Katar, wo er im Achtelfinale gegen Ceiber Ávila ausschied.
Nachdem er bei der Amerikanischen Olympiaqualifikation im März 2016 in Argentinien bereits im ersten Kampf gegen Leonel de los Santos unterlegen war, nahm er im Juni noch an der Weltqualifikation in Aserbaidschan teil, wo er ebenfalls im ersten Kampf an Antonio Vargas scheiterte. Sein letzter Versuch war daher die Olympiaqualifikation der WSB und AIBA Pro Boxing vom Juli in Venezuela. Finol gewann das Turnier mit Siegen gegen Maksim Fatich und Hamza Touba, womit er sich für die Olympischen Spiele 2016 in Brasilien qualifizierte. Bei Olympia schlug er in der Vorrunde diesmal Leonel de los Santos, im Achtelfinale Muhammad Ali und im Viertelfinale Mohamed Flissi, ehe er im Halbfinale gegen Shahobiddin Zoirov mit einer Bronzemedaille ausschied.
2018 gewann er die Südamerikaspiele in Bolivien. Bei den Weltmeisterschaften 2019 in Jekaterinburg schied er vor dem Erreichen der Medaillenränge gegen Qairat Jeralijew aus.
Aufgrund seiner IOK-Ranglistenplatzierung erhielt er einen Startplatz bei den 2021 in Tokio ausgetragenen Olympischen Spielen, wo er in der Vorrunde gegen Ryōmei Tanaka ausschied. Bei den Weltmeisterschaften 2021 in Belgrad schied er im Viertelfinale gegen Akash Kumar aus.

## Profikarriere
Sein Profidebüt gewann er am 6. Juli 2019.